# Ilaria Capua

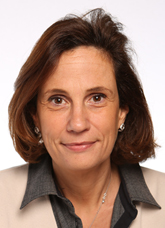
Ilaria Capua, 2013

Ilaria Capua (* 21. April 1966 in Rom) ist eine italienische Virologin, Sachbuchautorin und ehemalige Politikerin. Sie ist bekannt für ihre Forschung an Grippeviren, insbesondere an dem Vogelgrippevirus H5N1. Sie lebt und arbeitet heute in den USA.

## Leben und Wirken
Ilaria Capua studierte Veterinärmedizin in Perugia. Nach eigenen Angaben wählte sie das in Rom nicht angebotene Fach, um bei ihren Eltern auszuziehen. Als Tierärztin spezialisierte sie sich auf Viren, die von Tieren auf Menschen übertragen werden.
1999 übernahm Capua die Leitung eines Institutes in Padua. Hier gelang ihr 2006 die Entschlüsselung der afrikanischen Variante des gerade kursierenden Virus Influenza-A-Virus H5N1, der die Vogelgrippe H5N1 auslösen kann. Aufgrund des für sie skandalösen Vorgehens der Weltgesundheitsorganisation (WHO), solche Daten exklusiv nur 20 weltweit führenden Labors zur Verfügung zu stellen, veröffentlichte sie die Daten schließlich im Internet. Capua erhielt von der WHO einen scharfen Verweis und wurde wegen Missachtung dieses Usus angefeindet. Nach 5 Jahren änderte die WHO jedoch ihre diesbezügliche Haltung komplett, erweiterte selbst die öffentliche Zugänglichkeit virulenter Daten und feierte im Jahr 2020 sogar diesen Paradigmenwechsel.
Das ausgebaute Institut von Capua erhielt diverse Preise. 2008 nahm die US-amerikanische Wissenschaftszeitschrift Seed sie in die Liste ihrer Revolutionary Minds auf, weil sie eine Führungsrolle beim weltweiten Teilen von Forschungsergebnissen eingenommen hatte.
Bei den Parlamentswahlen in Italien 2013 wurde sie für die Bürgerliste Mario Montis ins Parlament gewählt. 2016 trat sie zurück und verlegte ihre Forschungstätigkeit in die USA. Dort leitet sie das Zentrum One Health Center of Excellence der University of Florida (Stand Juli 2022), das mit einem integrativen Konzept arbeitet und die Gesundheit von Mensch, Tier und Umwelt im Zusammenhang erforscht. Ein Grund für den Wegzug waren nach Angaben der Neuen Zürcher Zeitung strafrechtliche Ermittlungen wegen angeblicher Korruption, Missbrauchs von Büroräumlichkeiten und illegalen Handels mit Viren, die nach der Wahl 2013 gegen Capua aufgenommen worden waren. Ein Staatsanwalt beschuldigte sie des Schwarzhandels mit Viren, der Bildung einer kriminellen Vereinigung und der Verursachung einer Epidemie. Ihr drohte lebenslange Haft. 2016 wurde das Verfahren gegen sie eingestellt, weil die Vorwürfe sich als haltlos erwiesen hatten. Die Tageszeitung La Repubblica bezeichnete diese Ermittlungen 2020 als „surreal“ und betonte, dass Capua aus dem Verfahren „makellos“, also vollständig entlastet, hervorgegangen sei.
Während der COVID-19-Pandemie in Italien wurde sie als gefragte Expertin ins italienische Fernsehen zugeschaltet.
2019 verlieh ihr die Universität Perugia die Ehrendoktorwürde. 2020 wurde sie zum Auswärtigen Mitglied der Academia Europaea gewählt.

## Schriften
Die Literatur- und Zitationsdatenbank Web of Science weist Ilaria Capua als Autorin oder Mitautorin von 250 wissenschaftlichen Fachartikeln mit einem h-Index von 50 aus (Stand: Juli 2022). Zudem hat sie zahlreiche Bücher in italienischer Sprache verfasst, die sich an die breite Öffentlichkeit sowie an Kinder richten.

### Häufig zitierte Fachartikel (Auswahl)
- Ilaria Capua, Dennis J. Alexander: Avian influenza: recent developments. In: Avian Pathology. Band 33, Nr. 4, August 2004, S. 393–404, doi:10.1080/03079450410001724085.
- J. Banks, E. S. Speidel, E. Moore, L. Plowright, A. Piccirillo, I. Capua, P. Cordioli, A. Fioretti, D. J. Alexander: Changes in the haemagglutinin and the neuraminidase genes prior to the emergence of highly pathogenic H7N1 avian influenza viruses in Italy. In: Archives of Virology. Band 146, Nr. 5, 29. Mai 2001, S. 963–973, doi:10.1007/s007050170128.
- Hongquan Wan, Erin M. Sorrell, Haichen Song, Md Jaber Hossain, Gloria Ramirez-Nieto, Isabella Monne, James Stevens, Giovanni Cattoli, Ilaria Capua, Li-Mei Chen, Ruben O. Donis, Julia Busch, James C. Paulson, Christy Brockwell, Richard Webby, Jorge Blanco, Mohammad Q. Al-Natour, Daniel R. Perez, Matthew Baylis: Replication and Transmission of H9N2 Influenza Viruses in Ferrets: Evaluation of Pandemic Potential. In: PLOS ONE. Band 3, 8, Artikel-Nr. e2923, 13. August 2008, doi:10.1371/journal.pone.0002923.

### Bücher
- Idee per diventare veterinario – Prevenire l’influenza aviaria e altre malattie degli animali. Zanichelli, 2007, ISBN 978-88-08-19086-4 (italienisch).

- I virus non aspettano – Avventure, disavventure e riflessioni di una ricercatrice globetrotter. Marsilio Editore, 2012, ISBN 978-88-317-1295-8 (italienisch).

- L’abbecedario di Montecitorio – La Camera dei Deputati in un surreale dizionario dalla A alla Z. Edibus, 2016, ISBN 978-88-97221-47-0 (italienisch).

- Io, trafficante di virus – Una storia di scienza e di amara giustizia. Rizzoli, 2017, ISBN 978-88-17-14964-8 (italienisch).

- Salute Circolare – Una rivoluzione necessaria. Egea Editore, 2019, ISBN 978-88-238-3796-6 (italienisch).

- Il Dopo – Il virus che ci ha costretto a cambiare mappa mentale. Mondadori, 2020, ISBN 978-88-04-73131-3 (italienisch).

- Ti conosco mascherina. La Coccinella Editrice, 2020, ISBN 978-88-550-6297-8 (italienisch).

- Girogirotondo è uno il mondo – La salute circolare spiegata ai bambini. La Coccinella, 2021, ISBN 978-88-550-6298-5 (italienisch).

- Il viaggio segreto dei virus – Alla scoperta delle creature più piccole, dispettose e sorprendenti dell’universo. DeAgostini, 2021, ISBN 978-88-511-8598-5 (italienisch).
  - Die geheimnisvolle Reise der Viren: Die Entdeckung der kleinsten, hinterhältigsten und überraschendsten Kreaturen im Universum. Carl-Auer Kids, Heidelberg 2021, ISBN 978-3-8497-0406-3 (ins Deutsche übersetzt von Fritz B. Simon).

- La meraviglia e la trasformazione – Verso una salute circolare. Mondadori, 2021, ISBN 978-88-04-74606-5 (italienisch).

- Il coraggio di non avere paura. Solferino, Mailand 2022, ISBN 978-88-282-0829-7 (italienisch, 192 S.).